# Séminaires de Jacques Lacan
Pour les articles homonymes, voir Lacan.
L'enseignement de Jacques Lacan est resté essentiellement oral. La retranscription de ses séminaires, qui se sont déroulés de 1950 à 1980, qui avait été confiée à Jacques-Alain Miller, gendre et exécuteur testamentaire de Lacan, n'est pas encore terminée.
En refusant souvent d'être publié, Lacan voulait rester cohérent avec l'enseignement de la psychanalyse fondée sur le colloque et l'émergence de la vérité au détour du surgissement de la parole.

## Détail des séminaires
| Titre                                                                          | Date      | Publication                                | ISBN                     |
| ------------------------------------------------------------------------------ | --------- | ------------------------------------------ | ------------------------ |
| Les écrits techniques de Freud (S I)                                           | 1953-1954 | Paris, Le Seuil, 1975                      | (ISBN 2-02-002768-2)     |
| Le Moi dans la théorie de Freud et dans la technique de la psychanalyse (S II) | 1954-1955 | Paris, Le Seuil, 1978                      | (ISBN 2-02-004727-6)     |
| Les psychoses (S III)                                                          | 1955-1956 | Paris, Le Seuil, 1981                      | (ISBN 2-02-006026-4)     |
| La relation d'objet (S IV)                                                     | 1956-1957 | Paris, Le Seuil, 1994                      | (ISBN 2-02-014722-X)     |
| Les formations de l'inconscient (S V)                                          | 1957-1958 | Paris, Le Seuil, 1998                      | (ISBN 2-02-025668-1)     |
| Le désir et son interprétation (S VI)                                          | 1958-1959 | Paris, Le Seuil, 2013                      | (ISBN 978-2-7324-6003-1) |
| L'éthique de la psychanalyse (S VII)                                           | 1959-1960 | Paris, Le Seuil, 1986                      | (ISBN 2-02-009162-3)     |
| Le transfert (S VIII)                                                          | 1960-1961 | Paris, Le Seuil, 1991                      | (ISBN 2-02-012502-1)     |
| L'identification (S IX)                                                        | 1961-1962 | Paris, Éd. du Piranha,, 1981               |                          |
| L'angoisse (S X)                                                               | 1962-1963 | Paris, Le Seuil, 2004                      | (ISBN 2-02-063886-X)     |
| Les quatre concepts fondamentaux de la psychanalyse (S XI)                     | 1964      | Paris, Le Seuil, 1973                      | (ISBN 2-02-002761-5)     |
| Problèmes cruciaux pour la psychanalyse (S XII)                                | 1964-1965 | Paris, Le Seuil et le Champ Freudien, 2025 |                          |
| L'objet de la psychanalyse (S XIII)                                            | 1965-1966 |                                            |                          |
| La logique du fantasme (S XIV)                                                 | 1966-1967 | Paris, Le Seuil & Le Champ freudien, 2023  | (ISBN 978-2-02-152432-1) |
| L'acte psychanalytique (S XV)                                                  | 1967-1968 | Paris, Le Seuil & Le Champ freudien, 2024  | (ISBN 978-2-02-155226-3) |
| D'un Autre à l'autre (S XVI)                                                   | 1968-1969 | Paris, Le Seuil, 2006                      | (ISBN 2-02-082705-0)     |
| L'envers de la psychanalyse (S XVII)                                           | 1969-1970 | Paris, Le Seuil, 1991                      | (ISBN 2-02-013044-0)     |
| D'un discours qui ne serait pas du semblant (S XVIII)                          | 1970-1971 | Paris, Le Seuil, 2007                      | (ISBN 978-2-02-090219-9) |
| ...ou pire (S XIX)                                                             | 1971-1972 | Paris, Le Seuil, 2011                      | (ISBN 978-2-02-097165-2) |
| Encore (S XX)                                                                  | 1972-1973 | Paris, Le Seuil, 1975                      | (ISBN 2-02-002769-0)     |
| Les non dupes errent (S XXI)                                                   | 1973-1974 |                                            |                          |
| RSI (S XXII)                                                                   | 1974-1975 |                                            |                          |
| Le sinthome (S XXIII)                                                          | 1975-1976 | Paris, Le Seuil, 2005                      | (ISBN 2-02-079666-X)     |
| L'insu que sait de l'une bévue s'aile à mourre (S XXIV)                        | 1976-1977 |                                            |                          |
| Le moment de conclure (S XXV)                                                  | 1977-1978 |                                            |                          |
| La topologie et le temps (S XXVI)                                              | 1978-1979 |                                            |                          |
| Dissolution (S XXVII)                                                          | 1980      |                                            |                          |